# Trigonoptera leptura
Trigonoptera leptura là một loài bọ cánh cứng trong họ Cerambycidae.